# Limonov
Limonov è una biografia romanzata della vita di Ėduard Limonov, scritta da Emmanuel Carrère, pubblicata per la prima volta in Francia nel 2011 e l'anno seguente in Italia.
Ėduard Limonov è stato poeta, scrittore, senzatetto a New York, ma anche acclamato frequentatore di cenacoli artistici, agitatore politico, galeotto, guerrigliero in Jugoslavia e leader di un partito contraddittorio; i suoi miti spaziano da Stalin a Benito Mussolini, dalla Banda Baader-Meinhof ai mistici orientali, da Lenin ai Sex Pistols.
Durante la scansione degli episodi narrati, l'autore agisce un'introspezione della psicologia del biografato, derivata da un lavoro di ricerca durato anni. Spesso, accosta il proprio vissuto alla vita di Limonov, confrontando i momenti salienti che hanno modificato il corso delle due esistenze, portandole alcune volte ad intersecarsi o, semplicemente, a sfiorarsi.
Talvolta attratto ed altre disgustato, attribuisce al biografato la coerenza virtuosa dell'essersi sempre schierato dalla parte del debole contro il più forte, in tutte le situazioni vissute.

## Trama
I capitoli del libro sono strutturati in parti che scandiscono temporalmente e geograficamente la vita di Limonov.

### Prologo - Mosca, 2006-2007
L'autore viene inviato a Mosca per scrivere una serie di articoli sulla giornalista Anna Stepanovna Politkovskaja, assassinata nell'ottobre del 2006. Ad una manifestazione di protesta scorge un personaggio che aveva conosciuto a Parigi negli anni '80, Ėduard Limonov, uno scrittore anticonformista, che allora aveva ammirato, ma che in seguito aveva detestato scoprendo che aveva combattuto nell'ex Jugoslavia assieme ai cetnici e alle Tigri di Arkan, fondato un partito incongruamente para-nazista e stalinista in Russia, e che era stato incarcerato per traffico d'armi e tentato colpo di Stato in Kazakistan.
Poco dopo Carrère però scopre che la Politovskaja in alcuni articoli aveva difeso strenuamente sia il partito sia Limonov. La cosa lo colpisce, e decide che è il caso di indagare sul singolare personaggio: una volta ristabiliti i contatti, riesce a strappare il permesso di poterlo seguire per una quindicina di giorni, facendosi raccontare la sua vita. Assieme al lavoro di ricerca eseguito attorno alla figura del poeta, scrittore, giornalista ed attivista politico, tale materiale concorrerà alla stesura del romanzo.

### Ucraina, 1943-1967
Eduard Veniaminovič Savenko, il vero nome di Limonov, nasce in una cittadina ucraina durante la seconda guerra mondiale. Il padre Veniamin è un ufficiale di basso rango dell'NKVD, per lunghi periodi impegnato in missioni delle quali parla malvolentieri, e tra le mura domestiche subisce il carattere della moglie Raisa, la quale gli rimprovera di non avere combattuto sul fronte della Grande Guerra Patriottica, e impartisce una severa educazione al figlio inculcandogli il principio che lo sconfitto ha sempre torto e non bisogna avere fiducia nell'umanità delle persone. Eduard cresce tra i teppistelli della città, elaborando una specie di propria personale filosofia di disprezzo per l'ambiente e le persone che lo circondano. Nell'immediato dopoguerra passa un'adolescenza turbolenta nelle periferie di Char'kov, frequentando bande di strada, bevendo forte, e restando coinvolto in piccoli reati che non gli costano il carcere solo per una serie di fortunate coincidenze. Dopo una rissa violenta con un gruppetto avversario, viene arrestato con l'aggravante di avere ferito un poliziotto con il coltello, e questo gli costerebbe anni da scontare in una colonia penale; tuttavia, il commissario è stato commilitone del padre e mette a tacere l'indagine.
Comincia a scrivere poesie e vuole diventare un grande poeta, è attirato dai vestiti eccentrici e dal dandismo dei ragazzi più grandi che si danno un tono, e i rapporti con le ragazze sono turbolenti, spesso insoddisfacenti. Inizia a lavorare come fonditore nella fabbrica Falce e martello, e, dopo qualche anno, la vita modesta e routinaria sembra frustrare le sue aspirazioni. Una notte, colto dalla disperazione, si taglia le vene di un polso al tavolo della cucina di casa e sviene. L'indomani si risveglia in un ospedale psichiatrico nel quale resterà in cura farmacologica per due mesi, finché un vecchio dottore non lo aiuterà ad uscire, e a trovare un lavoretto per guadagnare qualche rublo.
Girando la città come venditore ambulante di libri, scopre la centrale Libreria 41 che è il ritrovo degli artisti ufficiali e underground, e, con rinnovato entusiasmo per la poesia, inizia a frequentare l'ambiente. Dopo la chiusura serale, i creativi si spostano nell'appartamento di Anna, una donna ebrea più anziana di lui, affetta da disturbi mentali, capocommessa della libreria. Il giovane vede nella relazione con lei, che è piuttosto disinvolta nei rapporti con gli uomini, uno strumento utile all'emancipazione dal grigio quartiere periferico in cui vive con i genitori, e così si sistema. Nell'appartamento in cui convive con la compagna e l'anziana madre di lei, oltre a fare conoscenze e a farsi notare come poeta, impara a cucire e inizia a confezionare vestiti su commissione.
Per un po', la relazione procede positivamente. Ma rendendosi conto che le sue ambizioni non potranno mai essere soddisfatte restando in provincia, Eduard decide di trasferirsi nella capitale assieme alla compagna.

### Mosca, 1967-1974

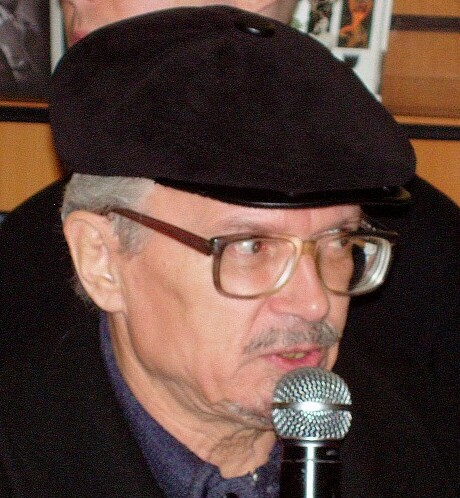
Ėduard Limonov nel 2008

A Mosca, Eduard e Anna sono clandestini, siccome nell'Unione Sovietica è necessario uno speciale permesso anche per spostarsi da una regione a un'altra, e loro ne sono sprovvisti. Vivono di espedienti, cambiano spesso appartamento ospitati da conoscenti, mangiano anche gli avanzi degli altri avventori alla mensa pubblica, e sopravvivono grazie ai lavoretti di cucito.
Eduard inizia a frequentare parallelamente gli ambienti dell'intellighenzia ufficiale (tra questi, l'entourage del famoso poeta Arsenij Tarkovskij, padre del futuro regista) e quelli alternativi raccolti attorno al gruppo denominato SMOG, restando insoddisfatto di entrambi. Quando finalmente riesce ad avere il permesso di leggere le sue poesie, queste vengono apprezzate, ma lui non vuole scendere a nessun genere di compromesso, vuole essere riconosciuto come un grande poeta senza dovere ingraziarsi servilmente i personaggi dell'establishment culturale sovietico. E mentre il giro d'affari dei lavoretti da sartoria cresce e la coppia è economicamente più tranquilla, il malessere di Anna si acuisce, tanto che viene ricoverata e poi lascia la città per passare un periodo di riposo da alcuni amici in Lettonia. Durante la sua assenza, ad una festa di compleanno Limonov conosce Tanja, una bellissima ventenne amante di un apparatčik che, dopo alcuni mesi di incontri furtivi e un tentativo di suicidio, sposerà in chiesa, lasciando Anna ed iniziando una bohème fatta di sesso, poesia e difficoltà finanziarie. Per lui, uomo di grandi ambizioni, è naturale il cercare una relazione con quelle che definisce “donne di classe A”.
Vedendo che nessuno dei due riesce a raggiungere gli obiettivi che si erano preposti e convinti che il solo luogo in cui le loro ambizioni possano essere soddisfatte siano gli Stati Uniti, incoraggiati da Lilja Jur'evna Brik (amica di famiglia di Tanja) e grazie ad ascendenze ebraiche, verso la fine del 1974 riescono ad ottenere il visto per l'espatrio in Israele, per poi raggiungere l'America del Nord.
Al centro di smistamento di Vienna, tuttavia, riescono ad ottenere un visto diretto per gli USA.

### New York, 1975-1980
Dopo lo stupore iniziale, i due si rendono conto che la vita nel nuovo mondo non è facile come sognato ed il successo non è così a portata di mano, nonostante riescano ad essere ammessi in alcuni dei “salotti buoni” usando i contatti con esuli russi che vivono a New York. Grazie ai buoni uffici della Brik, che spedisce una lettera di presentazione a una vecchia rivale ed ora amica, Tatjana, sposata con il direttore editoriale della Condé Nast Alexander Liberman, frequentano la casa dei coniugi dove, ogni settimana, si riunisce il jet set della metropoli. Tanja viene ammirata e complimentata dai creativi presenti, ma non ottiene un contratto come modella. Conoscono il celebre poeta in esilio Iosif Brodskij, che indirizza Eduard al Russkoe Delo, un quotidiano per i russi in America, e vi viene assunto, ma il lavoro consiste nella traduzione di articoli dall'inglese al russo: non è certo il giornalismo alla Hemingway o alla London vagheggiato dal giovane.
Lo scienziato dissidente Andrej Sacharov riceve il Premio Nobel, e Limonov, che ha un'opinione molto negativa sui dissidenti (li ritiene abili promotori di sé e della propria casta, finti antagonisti che in verità sono integrati nel sistema) scrive un articolo al vetriolo che spedisce a diverse testate giornalistiche; in qualche modo arriva a Mosca, e viene pubblicato sulla Komsomol'skaja Pravda: il caporedattore del Russkoe Delo lo convoca e lo accusa di essere una spia del KGB, il lavoro è perso. Dal canto suo, Tanja, illusa di poter diventare una modella di grido, diventa rapidamente l'amante di un fotografo di mezza tacca, finendo per lasciare il marito che per lo choc ha un crollo psicologico.
Costretto a vivere col sussidio di disoccupazione in un albergo miserabile, perennemente sbronzo, senza prospettive, Limonov inizia una discesa verso i gradini più bassi della scala sociale, vivendo come un barbone in cerca d'affetto: vuole essere “Tanja al posto di Tanja”, e per realizzare questa perversione inizia ad avere rapporti omosessuali, soprattutto con sbandati afroamericani (questi incontri randagi ispireranno il titolo del suo primo libro, un romanzo autobiografico). Ormai detesta la società americana e rimpiange di aver abbandonato il Paese nativo che invece continua ad ammirare, ma al contempo sa bene che chi lascia l'Unione Sovietica non può più ritornarvi. Tutti i giorni passa diverse ore al Central Park, scrivendo a mano le memorie della sua sciagurata esperienza americana.
Nei suoi vagabondaggi omosessuali incontra un ex-ballerino russo, Gennady Smakov, che lo introduce nuovamente nel mondo culturale degli esuli. Ad una serata in uno splendido loft inizia a corteggiare Jenny, quella che ritiene essere la padrona di casa, riuscendo in breve a diventarne il fidanzato, ma scoprendo poi che si trattava della domestica di un miliardario, Steven, che trascorre di tanto in tanto qualche giorno presso la sua villa di New York. Dopo essere stato lasciato dalla ragazza, Eduard riesce a farsi assumere come maggiordomo nella casa di Steven, mentre lei si trasferisce in California e si sposa con un fricchettone.
Nuovamente sistemato dal punto di vista finanziario, Limonov si sente però frustrato ed umiliato dal nuovo lavoro, che peraltro esegue con competenza ed efficienza, fantasticando in cuor suo di ammazzare tutti i partecipanti alle serate organizzate da Steven, tra cui Evgenij Evtušenko, Allen Ginsberg e Lawrence Ferlinghetti. Dopo aver ricevuto innumerevoli rifiuti alla pubblicazione del suo libro, che ha intitolato Io, Edička, quando ormai ha perso la speranza, gli arriva la notizia che qualcuno ha fatto avere il suo manoscritto ad un celebre editore francese, Jean-Jacques Pauvert, che ha deciso di pubblicarlo col provocatorio titolo Il poeta russo preferisce i grandi negri.
È l'autunno del 1980, e finalmente sembra arrivare la consacrazione tanto agognata.

### Parigi, 1980-1989
Parallelo tra l'autore e il biografato. Quando Limonov si trasferisce a Parigi, Carrère è appena tornato dall'Indonesia, dove ha vissuto con la sua fidanzata, una bellissima ragazza francese di nome Muriel, con la quale aveva anche organizzato un commercio di costumi da bagno da esportare in Francia. La relazione è finita malamente, e l'autore si ritrova da solo nella capitale francese, depresso, con un baule pieno di 5.000 costumi invendibili e un diario di viaggio che non interessa ad alcun editore. Inizia a lavorare come critico cinematografico, scrive una raccolta di recensioni dei film di Werner Herzog ma da questo viene trattato malamente durante un'intervista commissionata. Inizia a scrivere su Télérama, conduce una trasmissione settimanale per una radio libera, e, quando esce il primo romanzo di Limonov, lo invita come ospite.
Nonostante una conoscenza meno che rudimentale della lingua francese, Limonov inizia a farsi amici nell'ambiente culturale underground: giornalisti freelance, conduttori delle radio libere, editori agli esordi. Con i modi della provocazione (ad esempio insulta Solženicyn, Josif Brodskij ed altri dissidenti, e brinda a Stalin) e l'abbigliamento eccentrico da sovieto-punk diventa un personaggio carismatico nel circuito dei modaioli parigini. Il successo editoriale viene confermato dal secondo romanzo Diario di un fallito cui seguirà Storia di un domestico, due opere ancora dedicate alle sue esperienze oltreoceano che, con il Poeta russo, completano la cosiddetta “trilogia americana”.
Diventa l'amante di una contessa, ma nell'autunno del 1982, durante una trasferta a New York su invito del suo editore statunitense, conosce una cantante russa venticinquenne di nome Natal'ja Medvedeva, se ne innamora perdutamente e la porta con sé a Parigi. Ben presto scoprirà che è alcolizzata e ninfomane, e quindi diventerà fonte di grande dolore per lo scrittore. Il rapporto è turbolento, si separano e riconciliano più volte, alla fine si sposeranno.
Deciso a diventare uno scrittore famoso in tutto il mondo e non solo un personaggio parigino, Limonov si dà una disciplina ferrea: a letto prima della mezzanotte, sveglia all'alba, pesi e flessioni, poi cinque ore di lavoro alla macchina da scrivere. La materia del suo lavoro è, come sempre, la sua stessa vita. Scrive la “trilogia sovietica”: L'epoca gloriosa sull'infanzia stalinista, Eddy Baby ti amo e Piccola canaglia sulla sua giovinezza criminale a Char'kov, oltreché innumerevoli racconti sugli episodi che non avevano trovato spazio nei romanzi. Tuttavia, la cerchia dei lettori non si allarga, e la tiratura delle sue opere staziona tra le cinquemila e le diecimila copie. Un editore gli consiglia di scrivere un romanzo vero, che diventa Oscar e le donne, ma questo ottiene un riscontro negativo di critica e mercato. E, nel frattempo, ha già trascritto tutti i ricordi che aveva da pubblicare.
Quando, nel 1985, Michail Gorbačëv diventa il nuovo segretario del PCUS ed inizia la sua politica della Perestrojka, Limonov non si unisce al generale consenso, ritenendo che quelle scelte siano il prologo alla fine della potenza sovietica. Risale a questo periodo l'incontro con Jean-Edern Hallier, direttore dell'Idiot international, un foglio provocatorio, rissoso ed anti-conformista, sul quale Limonov può esprimere tutto il suo risentimento per l'establishment culturale e politico, ed inizia a scrivere in francese. Parallelamente, Carrère scrive seriosi testi politici per case come P.O.L. e le Éditions de Minuit, e tiene le distanze da L'idiot, pure invidiandone la vitalità redazionale.

### Mosca, Char'kov, dicembre 1989
Nel nuovo clima politico di apertura, i libri di Limonov vengono pubblicati anche in Unione Sovietica: l'editore è Julian Semënov, che già produce il settimanale Soveršenno Secretno (traducibile con “Top Secret”) specializzato in cronaca nera, conosciuto dallo scrittore a Parigi. L'epoca gloriosa viene stampato in trecentomila copie.
Riceve l'invito a partecipare ad alcune conferenze in patria e vi torna per la prima volta dopo il viaggio verso gli States con Tanja, dimora all'Hotel Ucraina (al tempo, era un albergo prestigioso), recita la parte di “rockstar della letteratura” ma, ancora, malsopporta il pubblico e preferisce la realtà della strada. E quello che scopre non gli piace: povertà diffusa ed un'élite di ricchi arroganti (apparatchik opportunisti, mafiosi espliciti e mafiosi riciclati, miliziani che giocano un doppio ruolo) che può permettersi tutto. Anche il suo editore sovietico è colluso. È colpito dai vecchi immiseriti che vendono le poche cose che possiedono nei sottopassaggi delle larghe arterie cittadine. Ma ciò che veramente lo impressiona è il notare che la polizia non gode più di rispetto alcuno e non incute più timore come succedeva un tempo, segno evidente della decadenza in cui versa lo Stato un tempo tanto potente.
Pieno di collera e di pietà, nelle strade della metropoli Limonov sta cercando la moglie che, dopo un litigio parigino, è partita prima di lui alla volta della capitale sovietica e, dopo una telefonata alterata dall'alcool, non si è fatta più sentire. Incontra la suocera, poi un'amica: hanno ospitato Nataša negli ultimi giorni ma adesso è di nuovo sparita. L'indomani, decide di rivedere i genitori e prende il treno per Char'kov. La madre è ancora energica e premurosa, mentre il padre è stato colpito da un ictus l'anno precedente ed è debilitato, spento. Vorrebbe riprendere il treno la sera stessa ma rimane una settimana nel modesto appartamento popolare in cui è cresciuto. Dalla madre impara la sorte degli amici di gioventù: Kostja è stato accoltellato dopo un periodo di detenzione ed è morto, Kadik ha divorziato, è tornato a vivere con la madre e beve troppa vodka, mentre Anna si è tolta la vita impiccandosi. Alla televisione apprende che il detestato Sacharov è morto.

### Vukovar, Sarajevo, 1991-1992
Crollano i regimi comunisti nell'Europa orientale. Il capitolo è aperto dall'esecuzione di Nicolae Ceaușescu e della moglie Elena, trasmesso in televisione e visto dall'autore a Parigi e da Limonov, che nel frattempo ha ritrovato e perdonato per l'ennesima volta Nataša, a Mosca: scriverà un'elegia dell'amore tra gli anziani coniugi, in una “rappresentazione degna delle tragedie di Eschilo e Sofocle”. Seguono le riflessioni dell'autore sullo stretto controllo sociale totalitario, sulle fake news dispacciate a sostegno del cosiddetto “rinnovamento democratico”, e sul ricambio dirigenziale che in realtà è in linea col passato e ripropone volti noti, soprattutto in Romania. In seguito alla sua esperienza sul campo, Carrère tornerà in Patria scosso e scriverà la biografia di Philip K. Dick, prodigo di invenzioni letterarie utilizzabili come chiavi di lettura dell'instabile Presente europeo.
Nel novembre del '91 Limonov ha finalmente l'occasione di fare l'esperienza che secondo lui ogni uomo dovrebbe fare nella propria vita: partecipare ad una guerra. Invitato in Jugoslavia per la pubblicazione di un suo romanzo, viene portato a Vukovar, città croata a maggioranza etnica serba facente parte dell'autoproclamata Repubblica Serba di Slavonia, appena liberata dalle milizie federali e ridotta ad un cumulo di macerie dopo mesi di bombardamento. Lo scrittore non ha dubbi – per lui, la neutralità di fronte a un conflitto è un atteggiamento da vigliacchi – ed abbraccia con entusiasmo la causa cetnica, offrendosi come volontario, conoscendo e divenendo intimo amico del comandante Željko Ražnatović noto come Arkan, capo delle tigri della Guardia volontaria serba che diverranno tristemente celebri per le efferatezze e la spietata pulizia etnica posta in atto dapprima in Croazia e poi in Bosnia.
A Sarajevo, Limonov viene contattato dal regista inglese di origine polacca Paweł Pawlikowski per fare un'intervista al leader serbo Radovan Karadžić, e accetta. Nel documentario Serbian Epics (1992) lo scrittore russo viene ripreso mentre, istruito da un miliziano, spara qualche raffica di mitragliatrice in direzione della città assediata. Probabilmente, dalla distanza della collina su cui si trovava non ha potuto fare danni a cose e persone, ma la scena, assieme ad altri aneddoti giornalistici, circola in Francia, e lo scrittore viene repentinamente marchiato, considerato alla stregua di un “criminale di guerra” dall'ambiente culturale francese.

### Mosca, Parigi, Repubblica serba di Krajina, 1990-1993
Nell'agosto del 1991, approfittando dell'assenza di Gorbačëv da Mosca, alcuni militari conservatori tentano un colpo di Stato attaccando il Parlamento a Mosca, ma sotto la guida di El'cin, presidente della Federazione Russa, viene organizzata una forte resistenza, che obbliga i golpisti a capitolare dopo quattro giorni. Limonov in quel momento è a Parigi, ed ovviamente si schiera coi golpisti, pubblicando articoli di plauso e sostegno a coloro che ritiene possano risvegliare gli antichi fasti dell'Unione Sovietica.
In questo periodo Limonov si muove tra Parigi, i Balcani e la Russia, dove torna ogni due o tre mesi, restando sconcertato dalla rapidità dei cambiamenti: la grigia Mosca si trasforma rapidamente in una città luminosa, e negozi e locali spuntano come funghi, ma parallelamente il vuoto di potere dà libero spazio alle mafie, che si combattono senza esclusione di colpi, e una gran parte della popolazione, sprofondata nella povertà, è costretta a vendere quello che aveva (da poche cianfrusaglie a jet militari a seconda della posizione occupata). La democrazia avanza ed il centro della città è percorso continuamente da cortei di protesta. Sempre più si rafforza in Limonov l'idea che la caduta dell'impero sovietico sia stata la più grande catastrofe del secolo.
Parallelamente entra in contatto con personaggi che la pensano come lui; uno di questi è il colonnello Alksnis, che propugnava la sacra unione di "marxisti-leninisti, stalinisti, neofascisti, ortodossi, monarchici e pagani" per salvare il paese, o l'intellettuale fascista Aleksandr Gel'evič Dugin, di cui resta affascinato dalla mostruosa cultura e dalla filosofia che mescola in un gran calderone Lenin con Mussolini, Hitler con Che Guevara, Majakovski con Sri Aurobindo, e così via. I due piano piano decidono che è necessario entrare in politica in prima persona e quindi fondano il Partito Nazional Bolscevico.

La bandiera del Partito Nazional Bolscevico, simile a quella nazista con la differenza che la svastica è sostituita dalla falce e martello.

Nel settembre del 1993 El'cin decreta lo scioglimento della Duma ed indice nuove elezioni. Per buona parte dei parlamentari si tratta di un nuovo tentativo di colpo di Stato e si arroccano nel palazzo del parlamento, guidati dal vicepresidente Ruckoj. Limonov ed il colonnello Alknis, insieme a migliaia di altri “patrioti”, accorrono per difendere i ribelli contro l'odiato El'cin. Ruckoj dà l'ordine di andare alla conquista della torre della televisione, la torre di Ostankino. Eduard parte verso la destinazione insieme ad una moltitudine di simpatizzanti, ma questi, una volta arrivati, vi trovano l'esercito che non esita a sparare sulla folla; vi sono molti morti ed anche Limonov viene ferito ad una spalla.
Le elezioni che seguiranno saranno le prime a cui partecipa il Partito Nazional-Bolscevico, ed Eduard, dopo una rapida e spartana campagna elettorale, si presenta nel distretto di Tver. In realtà a quel momento il partito ha soli tre iscritti, per cui la campagna elettorale non può godere di finanziamenti e propagandisti, e praticamente devono far tutto Eduard e Rabko (il terzo iscritto al partito). I risultati non sono esaltanti e, ancora prima del termine degli scrutini, Limonov torna a Parigi, dove trova la moglie ubriaca dopo un'orgia di tre giorni con due sconosciuti.
Sconfortato e deluso da tutto e tutti, riparte immediatamente per i Balcani, dove si arruola tra le truppe di Arkan (lui vorrebbe essere un soldato semplice, ma viene immediatamente promosso a capitano), chiedendo di venire assegnato alla difesa della repubblica serba della Krajina. Però dopo un paio di mesi, in cui ha potuto combattere la feroce guerra partigiana sulle montagne della Krajina, i complessi giochi diplomatici fanno sì che Arkan cada in disgrazia ed il suo esercito venga smobilitato. Limonov si convince che quella era solo una guerra periferica, mentre la battaglia vera, quella a cui deve dedicarsi, si combatte a Mosca.

### Mosca, Altaj, 1994-2001
Grazie alla pubblicazione di tutti i suoi libri Limonov è divenuto una celebrità in Russia, ma nonostante ciò non è ricco e, benché abbia venduto centinaia di migliaia di copie dei suoi libri, vive con Natal'ja in un palazzo pericolante e senza luce. Ma non gli interessa: tra fama e denaro ha sempre preferito la prima. Nell'autunno del '94 fonda Limonka (Bomba a mano), l'organo ufficiale del partito, redatto quasi interamente da lui e dalla moglie, che per l'occasione si firma "Margot Führer". Il giornale ha uno stile ed un aspetto grafico assolutamente innovativo per un foglio di partito, assomiglia ad una fanzine punk-rock e, nonostante la distribuzione artigianale, conquista in breve un certo seguito tra i giovani senza speranza delle periferie, affascinati da quella grafica innovativa, dai titoli provocatori e dai contenuti spesso ributtanti, ma sempre all'opposto di quelli della stampa e televisione ufficiali. In breve il partito riesce a raccogliere qualche migliaia di militanti (denominati "nazbol"), giovani, pronti a tutto e con niente da perdere; rapidamente vengono aperte nuove sedi in altre città, ma alle elezioni politiche del '96, non volendosi alleare con nessuno dei due grandi schieramenti (democratici di El'cin e comunisti di Zjuganov), il partito ottiene un risultato misero. Inoltre Limonov attraversa un periodo durissimo dal punto di vista psicologico, in quanto Natal'ja lo ha lasciato, questa volta definitivamente.
Una sera poco viene aggredito da tre uomini che lo massacrano di botte, costringendolo a passare otto giorni in ospedale. È un avvertimento di cui Limonov non saprà mai chi sia il mandante, anche se sospetta di un generale candidatosi anche lui alle presidenziali, il generale Lebed. Da allora girerà sempre scortato da tre nerboruti nazbol, che fungono da deterrente a nuovi agguati. Sostituita Natal'ja con una giovanissima punk di 22 anni, pazza di lui, Limonov organizza il primo congresso del partito, affrontando notevoli difficoltà. Qui comunica ai delegati la nuova linea che ha elaborato: i tempi non sono ancora maturi per una presa del potere in Russia da parte del PNB, e nel frattempo occorre puntare sui russi che vivono nelle nazioni periferiche, abbandonati a loro stessi dopo il disfacimento dell'Unione Sovietica. Limonov si riferisce soprattutto ai Paesi baltici e agli stati dell'Asia centrale. Visto che nelle repubbliche baltiche il partito è già ben radicato, intraprende con qualche volontario un viaggio di due mesi nelle Repubbliche centro-asiatiche.
Negli Altaj Eduard e otto nazbol allestiscono un campo, dove si allenano alla sopravvivenza per 3 settimane, lasciandovi poi tre seguaci per tutto l'inverno, senza aiuti ed in completa solitudine. Durante questo viaggio Eduard scopre le popolazioni locali, ossia kirghisi, kazaki, uzbeki, tagiki, popolazioni fiere e depositarie di antiche tradizioni, a cui va tutta la sua simpatia. Influenzato dai serbi aveva sempre disprezzato i musulmani, ora invece riesce ad apprezzare l'Islam, immaginandosi come il liberatore delle popolazioni asiatiche dai dittatori giunti al potere dopo che i sovietici se ne sono andati. Ma in Russia giunge al potere Vladimir Putin che, con la scusa della lotta al terrorismo, attacca la Cecenia, mettendo al contempo fuori legge alcuni partiti scomodi, tra cui il Partito Nazional Bolscevico, benché i nazbol non si siano mai fatti conoscere per atti criminali, bensì piuttosto per azioni clamorose per le quali hanno pagato un caro prezzo in termini di pestaggi, morti ed anni di carcere.
Tornato a Mosca si trova a combattere per cercare di far funzionare il suo partito semi-clandestino, ma ormai i suoi pensieri sono per gli Altaj, dove ha anche imparato a meditare. Finalmente in primavera riparte per il campo dove ritrova i tre in buona salute e maturati psicologicamente. Ma la mattina seguente la polizia politica giunge in elicottero, arrestando tutti quanti con l'accusa di preparare un colpo di Stato e di essere dei terroristi, anche se le uniche armi trovate sono due fucili da caccia.

### Lefortovo, Saratov, Engels, 2001-2003
Limonov viene rinchiuso nel carcere di Lefortovo, a Mosca, dove vengono detenuti i più pericolosi nemici dello stato. I detenuti vivono in perpetuo isolamento, sottoposti ad una dura disciplina; la maggior parte ne esce schiantata, ma non Eduard che, anzi, in un anno scrive quattro libri. Dopo quindici mesi viene trasferito a Saratov, dove verrà celebrato il processo. Il nuovo carcere è l'opposto del precedente, i detenuti, per la maggior parte sono criminali comuni, sono ammucchiati in celle troppo piccole per accoglierli. Limonov vi arriva con la nomea di essere un oppositore politico, una celebrità e un intellettuale, ma nonostante ciò ottiene da subito il rispetto degli altri prigionieri; d'altra parte lui ha sempre ambito a far parte della società più reietta e si trova benissimo in quella condizione.
Al processo il pubblico ministero chiede 15 anni di condanna. Una mazzata. Tre giorni dopo una seconda: gli arriva la notizia che Natal'ja è morta, probabilmente per overdose. Dovrà scontare la pena nel campo di lavoro di Engels nel sud della Russia, dove perfeziona ulteriormente le proprie tecniche meditative, accedendo - un giorno mentre è intento a pulire l'acquario del direttore del carcere - al nirvana. Dopo pochi mesi viene però scarcerato con tanto di troupe televisiva che riprende l'evento. Il clima politico è cambiato e non è possibile tenere in galera un grande scrittore nonché un leader di un partito.

### Epilogo - Mosca, dicembre 2009
Dopo quattro anni di ricerche, l'autore torna a Mosca per rincontrare Limonov, il quale gli racconta gli ultimi anni: ha avuto una nuova bellissima moglie, che dopo avergli dato due figli lo ha lasciato; l'alleanza politica L'Altra Russia, instaurata con l'ex-campione di scacchi Garri Kasparov, è naufragata dopo poco tempo, e i due sono divenuti rivali (Eduard confessa a Carrère che è contento che il suo sito abbia più accessi di quello dell'avversario); la creazione del nuovo movimento "Strategia 31", che organizza una manifestazione l’ultimo giorno di ogni mese, in cui generalmente viene arrestato; l'attività letteraria che procede a rilento e che non sembra interessargli più molto.
Alla fine dell'intervista è Limonov a chiedere a Carrère perché voglia scrivere un libro su di lui. Alla risposta dello scrittore, che indica che “ha avuto una vita appassionante. Una vita romanzesca, pericolosa. Una vita che ha avuto il rischio di calarsi nella storia”, Limonov sorprendentemente chiosa: “Una vita di merda!”.
L'autore termina col ricordo di quando Limonov gli aveva parlato dei vecchi mendicanti di Samarcanda, che aspettano all'ombra di un minareto un'elemosina per cui non ringraziano. “Sono dei relitti. Sono dei re.” gli aveva detto. Questo è un finale che gli piace.

## Edizioni
- (FR) Emmanuel Carrère, Limonov, Parigi, P.O.L, settembre 2011, ISBN 978-2-8180-1405-9.
- Emmanuel Carrère, Limonov, collana Fabula, traduzione di Francesco Bergamasco, Milano, Adelphi, 2012, ISBN 978-88-45-92733-1.
- Emmanuel Carrère, Limonov, collana gli Adelphi, traduzione di Francesco Bergamasco, Milano, Adelphi, 2012, ISBN 978-88-459-2898-7.